# 二重生活 (小池真理子)
『二重生活』（にじゅうせいかつ）は、小池真理子の小説。雑誌『小説 野性時代』で2011年1月号から2012年4月号まで連載された後、2012年6月27日に角川書店より単行本が出版された。
2016年に映画化作品が公開。

## あらすじ
心理学を専攻する大学院修士課程の白石珠は、大学のゼミで知ったアーティスト、ソフィ・カルによる「何の目的もない、知らない人の尾行」の実行を思い立ち、近所に暮らす男性、石坂の後をつける。そこで石坂の不倫現場を目撃し、尾行を続ける。しかし同棲相手の男にも年上の女の影がちらつく。
映画では教授が「尾行」を示唆することになっており、恋人のほうのエピソードは削除されている。

## 映画
同名タイトルの映画が、2016年6月25日に公開。監督は岸善幸、主演は門脇麦。岸は本作が初監督作品、門脇が本作品が単独初主演作品となる。R15+作品。

### キャスト（映画）
- 白石珠：門脇麦[4]
- 石坂史郎：長谷川博己[4]
- 鈴木卓也：菅田将暉[4]
- 篠原教授：リリー・フランキー[1]
- 河井青葉
- 石坂の愛人：篠原ゆき子
- 宇野祥平
- 岸井ゆきの
- 西田尚美
- 近所のおばさん：烏丸せつこ

### スタッフ（映画）
- 原作：小池真理子「二重生活」（角川文庫刊）
- 監督・脚本：岸善幸
- 音楽：岩代太郎
- エグゼクティヴ・プロデューサー：河村光庸
- プロデューサー：杉田浩光、佐藤順子、富田朋子
- 撮影：夏海光造
- DIT：鈴木裕
- 照明：高坂俊秀
- 録音：森英司
- キャスティング：おおずさわこ
- 美術：露木恵美子
- 衣装：宮本まさ江
- ヘアメイク：高松れい
- ラインプロデューサー：河北穣
- 宣伝写真：野村佐紀子
- 助成：文化庁文化芸術振興費補助金
- 協賛：相模ゴム工業株式会社
- 宣伝協力：ミラクルヴォイス
- 制作プロダクション：テレビマンユニオン
- 製作・配給：スターサンズ
- 製作：「二重生活」フィルムパートナーズ（スターサンズ、KADOKAWA、電通、マイシアターD.D.、東芝デジタルフロンティア、テレビマンユニオン、読売テレビ放送）